# Three Chords and a Half Truth
Three Chords and a Half Truth is het achtste studioalbum van de Amerikaanse punkband Face to Face. Het werd uitgegeven op 9 april 2013 door Antagonist Records, het label van Trevor Keith.
De vierde track van het album, het nummer "Right as Rain", werd uitgegeven op 5 maart 2013.

## Nummers
1. "123 Drop" - 3:12
2. "Welcome Back To Nothing" - 2:52
3. "Smokestacks and Skyscrapers" - 3:08
4. "Right As Rain" - 3:26
5. "First Step, Misstep" - 3:45
6. "Bright Lights Go Down" - 3:08
7. "Paper Tigers With Teeth" - 3:46
8. "Flat Black" - 3:00
9. "Jinxproof" - 3:03
10. "Marked Men" - 3:24
11. "Three Chords and a Half Truth" - 2:24
12. "Across State Lines" - 4:37
13. "Hardcase" (Amazon Music bonustrack) - 2:47

## Band
- Trever Keith - zang, gitaar
- Chad Yaro - gitaar, achtergrondzang
- Scott Shiflett - basgitaar, achtergrondzang
- Danny Thompson - drums, achtergrondzang